# Heinrich Gomperz
Heinrich Gomperz, född 18 januari 1873, död 27 december 1942, var en österrikisk filosof. Han var son till Theodor Gomperz.
Gomperz var privatdocent i Bern och Wien, och blev ordinarie professor i Wien 1924. Påverkad bland annat av Richard Avenarius företrädde Gomperz en "skeendets monism" och ville inom ramen av en "världsåskådningslära" åstadkomma ett motsägelselöst sammanhang mellan alla de tankar, som framkommer under fackvetenskapernas och det praktiska livets arbete. Gomperz betonade starkt känslans betydelse för kunskapens form och för kategorierna. Orsakslagen var endast ett tankekrav och naturlagarna "genomsnittsregler" för det stoffligas sätt att förhålla sig. Gomperz huvudarbeten var Die Lebensauffassung der griechischen Philosophen und das Ideal der inneren Freiheit (1904, 3:e upplagan 1927), Weltanschauungslehre (2 band 1905-08), Das Problem der Willensfreiheit (1907), Über Sinn und Sinngebilde (1929).